# 14-й истребительный авиационный корпус
14-й истребительный авиационный Рижский корпус (14-й иак) — соединение Военно-Воздушных сил (ВВС) Вооружённых Сил РККА, принимавшее участие в боевых действиях Великой Отечественной войны.

## Наименования корпуса
- 11-й смешанный авиационный корпус;
- 14-й истребительный авиационный корпус;
- 14-й истребительный авиационный Рижский корпус;
- 58-й истребительный авиационный Рижский корпус.

## Создание корпуса
14-й истребительный авиационный корпус преобразован из 11-го смешанного авиационного корпуса.

## Преобразование корпуса
14-й истребительный авиационный Рижский корпус 20 февраля 1949 года переименован в 58-й истребительный авиационный Рижский корпус.

## В действующей армии
В составе действующей армии:
- с 28 сентября 1944 года по 9 мая 1945 года[3], всего 224 дня.  Участвовала в боях при попытках прорвать оборону Курляндского котла.

## Командир корпуса
- Герой Советского Союза генерал-майор авиации Данилов Степан Павлович[4]. Период нахождения в должности: с 28 сентября 1944 года по 24 мая 1945 года.
- генерал-майор авиации Жуков Анатолий Павлович[5]. Период нахождения в должности: с октября 1945 года по март 1947 года.
- полковник, генерал-майор авиации (с 11.05.1949 г.) Юдаков Алексей Павлович[6] — с 28 февраля 1947 года по декабрь 1949 года.
- Полковник Горлов Никита Романович[7] — с декабря 1949 года по ноябрь 1951 года.
- полковник Осипов Александр Алексеевич[8] — декабрь 1951 года по июнь 1952 года.

## В составе объединений
| Объединение                                                         | Период                  |
| ------------------------------------------------------------------- | ----------------------- |
| 15-я воздушная армия 2-го Прибалтийского фронта                     | 28.09.1944 — 29.03.1945 |
| 15-я воздушная армия Курляндской группы войск Ленинградского Фронта | 29.03.1945 — 09.05.1945 |
| 15-я воздушная армия Ленинградский военный округ                    | 09.05.1945 — 01.05.1946 |
| 1-я воздушная армия Белорусский военный округ                       | 01.05.1946 — 20.02.1949 |
| 26-я воздушная армия Белорусский военный округ                      | 20.02.1949 — 1956       |

## Соединения, части и отдельные подразделения корпуса

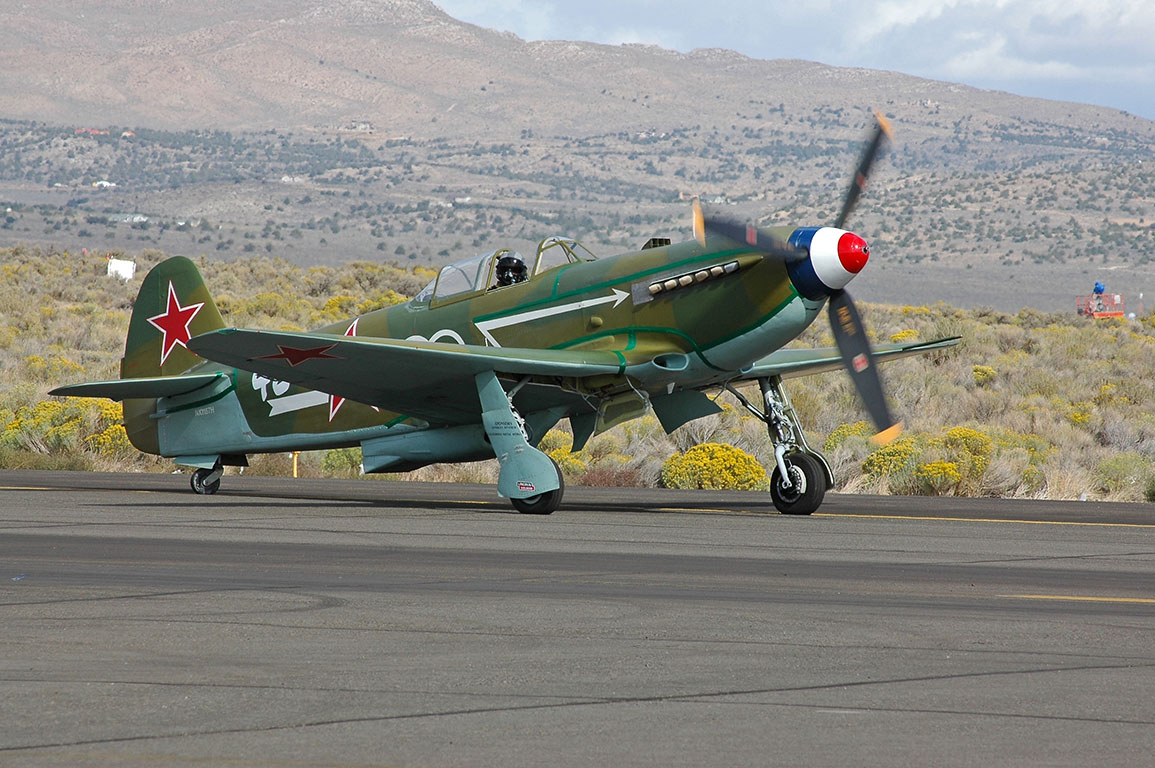
Самолёт Як-9 148-го иап

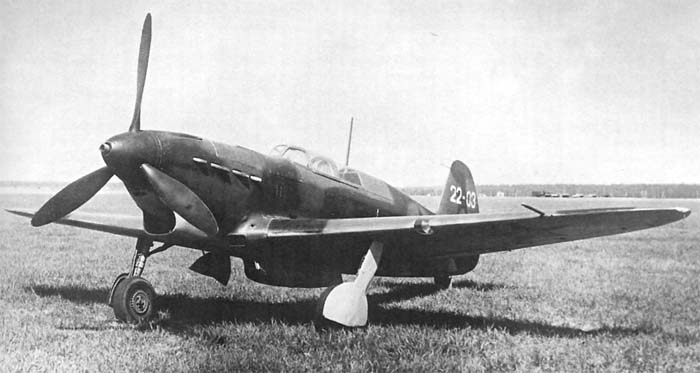
Истребитель Як-7 4-го иап

### на 01 октября 1944 года
- 4-й истребительный Краснознамённый авиационный полк[9]
- 148-й истребительный Рижский авиационный полк[9]
- 293-й истребительный авиационный полк[9]
- 594-я отдельная авиационная эскадрилья связи[3]
- 236-я отдельная рота связи[3]
- 2166-я военно-почтовая станция[3]

### на 01 ноября 1944 года и по 1961 год
- 185-я истребительная авиационная дивизия (с 15 октября 1944 года[9][10] по 01.01.1946 года, расформирована[11][12])
  - 4-й истребительный Краснознамённый авиационный полк (Як-9)
  - 148-й истребительный Рижский авиационный полк
  - 293-й истребительный авиационный полк
- 315-я истребительная авиационная дивизия (с 15 октября 1944 года[9][10] до 01.07.1950 г.)
  - 171-й Тульский Краснознамённый истребительный авиационный полк
  - 50-й истребительный Краснознамённый авиационный полк
  - 431-й истребительный Краснознамённый авиационный полк
  - 4-й истребительный авиационный полк (с 31.01.1946 г.)
- 336-я истребительная авиационная дивизия[13] (с 29.10.1945 г. по 01.07.1960 г.))
  - 4-й истребительный авиационный полк[13] (30.12.1945 по 31.01.1946 г.)
  - 163-й истребительный авиационный полк[13] (до 27.05.1946 г.)
  - 164-й истребительный авиационный полк (с 02.03.1946 по 01.03.1947 г.)
  - 265-й истребительный авиационный полк[13] (по 13.06.1955 г.)
  - 431-й истребительный авиационный полк[13] (с 04.07.1946 по 01.07.1960 г.)
  - 483-й истребительный авиационный полк[13] (по 01.07.1960 г.)
- 129-я истребительная авиационная дивизия[13] (с 01.06.1946 г. по 01.03.1952 г)
  - 9-й гвардейский истребительный авиационный полк[13]
  - 790-й истребительный авиационный полк[13]
  - 805-й истребительный авиационный полк[13]
  - 863-й истребительный авиационный полк[13]
- 594-я отдельная авиационная эскадрилья связи[3]
- 236-я отдельная рота связи[3]
- 2166-я военно-почтовая станция[3]

## Участие в операциях и битвах
- Рижская операция — с 28 сентября 1944 года по 22 октября 1944 года.
- Курляндский котёл — с 16 октября 1944 года по апрель 1945 года.

## Благодарности Верховного Главнокомандующего
Верховным Главнокомандующим корпусу объявлена благодарность за овладение городом Рига.

## Почётные наименования
- 14-му истребительному авиационному корпусу присвоено почётное наименование «Рижский»[15]
- 315-й истребительной авиационной дивизии присвоено почётное наименование «Рижская»[15]

## Боевые эпизоды
- 26.01.1945 г. Тяжёлый бой